# Fata madrina (Cenerentola)
La fata madrina è un personaggio immaginario della fiaba di Charles Perrault Cenerentola.

## Storia originale
Nella fiaba originale di Perrault, la fata madrina compare per aiutare Cenerentola a partecipare al ballo organizzato dal re durante il quale il principe avrebbe scelto la sua promessa sposa. La donna le fornisce un bel vestito e le permette così di recarsi segretamente al ballo, raccomandandole però di rientrare a mezzanotte.

## Altre versioni
In alcune versioni la fata madrina è sostituita con animali o piante, oppure l'abito e le scarpe di Cenerentola vengono da un albero cresciuto sulla tomba di sua madre. Anche nelle versioni con la fata, è ragionevole affermare che questa figura rappresenta la volontà della buona madre di Cenerentola, verso cui è indirizzata, indirettamente, la crudeltà della matrigna. Alcuni studiosi sostengono inoltre che la fata madrina potrebbe rappresentare la grazia divina che premia Cenerentola per la sua costante voglia di riscatto. La stessa madre di quest'ultima compare talvolta sotto forma di un magico uccello dal paradiso che assiste il principe nella sua ricerca di Cenerentola, per esempio rivelandogli il tradimento, ovvero le automutilazioni con cui la matrigna spinge le sorellastre a cercare di ingannarlo pur di imparentarsi con la casa regnante.

## Adattamenti
La fata madrina appare in diversi adattamenti della fiaba:
Film
- Cinderella (1911)
- Cinderella (1914): interpretata da Inez Marcel
- Poor Cinderella(1934)
- Cenerentola (1949)
- La scarpetta di vetro (The Glass Slipper) (1955): interpretata da Estelle Winwood, doppiata in italiano da Wanda Tettoni
- La meravigliosa favola di Cenerentola (Sinderella külkedisi) (1971): interpretata da Suna Selen, doppiata da Gemma Griarotti
- La scarpetta e la rosa (The Slipper and the Rose) (1976): interpretata da Annette Crosbie, doppiata in italiano da Maria Pia Di Meo
- Cenerentola (Aschenputtel) (1989): il ruolo della fata madrina è occupato da una colomba
- Cenerentola (Cinderella) (1997): interpretata da Whitney Houston, doppiata in italiano da Emanuela Rossi
- La leggenda di un amore (Ever After) (1998): il ruolo della fata madrina è occupato da Leonardo da Vinci, interpretato da Patrick Godfrey e doppiato in italiano da Mario Maranzana
- Cenerentola per sempre (Cinderella) (2000): il ruolo è ricoperto da una ninfa/sirena di nome Mab (riferimento alla shakespeariana Regina Mab), interpretata da Jane Birkin e doppiata in italiano da Cristiana Lionello
- Cinderella Story (2004): il ruolo della fata è ricoperto dalla cameriera Rhonda, interpretata da Regina King e doppiata in italiano da Alessandra Cassioli
- Another Cinderella Story (2008): interpretata da Jessica Parker Kennedy

Serie e miniserie televisive
- Nel regno delle fiabe (Shelley Duvall's Faerie Tale Theatre) (1985): interpretata da Jean Stapleton
- Le fiabe più belle (Anime Sekai no Dowa) (1995): doppiata in originale da Haru Endou in italiano da Annamaria Mantovani
- Cenerentola (Cinderella Monogatari) (1995): doppiata in originale da Yuko Mita e in italiano da Marina Thovez
- Simsalagrimm (Simsala Grimm) (1999): il ruolo della fata madrina è occupato da una colomba
- Le più belle fiabe dei fratelli Grimm (Sechs aud einen Streich) (2011): il ruolo della fata madrina è occupato da una colomba
- Regal Academy

### Versione Disney

La fata Smemorina nella versione Disney.

La fata madrina appare negli adattamenti animati della Disney, in cui è stata chiamata in italiano Fata Smemorina:
- Cenerentola (1950), doppiata in originale da Verna Felton e in italiano da Laura Carli (doppiaggio del 1950) e Lydia Simoneschi (doppiaggio del 1967).
- Cenerentola II - Quando i sogni diventano realtà (2002), doppiata in originale da Russi Taylor e in italiano da Alina Moradei (voce) e Maria Cristina Brancucci (canto).
- Cenerentola - Il gioco del destino (2007), doppiata in originale da Russi Taylor e in italiano da Alina Moradei (voce) e Silvia Pepitoni (canto).
- Cenerentola (Cinderella) (2015): interpretata da Helena Bonham Carter, doppiata in italiano da Claudia Razzi ed è la narratrice del film.

Taylor e Moradei doppiano il personaggio anche nella serie House of Mouse - Il Topoclub, mentre ne Il meraviglioso mondo di Topolino è doppiata in originale da Grey DeLisle e in italiano da Melina Martello.

#### Cenerentola
La Fata Smemorina appare per la prima volta quando Cenerentola, desolata per il fatto di non poter andare al ballo e sconfitta dalla perfidia della matrigna e delle sorellastre, sta piangendo sotto un salice nel giardino di casa. La fata compare dal nulla, in un nugolo di stelline, la conforta e si presenta come "la sua madrina, la Fata Smemorina". La bella fanciulla comprende ben presto la ragione del suo nome, quando la buona vecchina non trova più la sua bacchetta magica, finché non si ricorda "di averla messa via", e con un gesto la fa comparire dal nulla.
Cominciano i prodigi: con la formula Bibbidi Bobbidi Bu la Fata Smemorina trasforma una zucca in una magnifica carrozza, Giac, Gasgas e altri due topolini in cavalli da tiro, il vecchio Ronzino, cavallo di Cenerentola, in cocchiero, e il fedele cane Tobia in lacchè. E infine, con "sei metri di velo colore del cielo", regala a Cenerentola uno stupendo abito da ballo, completo di scarpette di cristallo.
Mentre la fanciulla è persa nella meraviglia del suo sogno divenuto realtà, la buona Fata la avvisa: essa dovrà tornare a casa prima di mezzanotte, perché a quell'ora l'incanto finirà, e tutto tornerà come prima. Infine incita Cenerentola a partire per il ballo, la aiuta a salire sulla carrozza, e mentre la giovane si allontana, salutandola scompare nel nulla.
Dopo il ballo, quando tutta la magia è svanita, Cenerentola si accorge che le rimane ancora una scarpetta di cristallo (l'altra l'ha persa scendendo le scale del palazzo) e sussurra, rivolta al cielo: "Grazie, grazie di cuore, grazie di tutto!"

#### Seguiti
La Fata Smemorina compare anche nel seguito direct-to-video Cenerentola II - Quando i sogni diventano realtà (2002). Essa aiuta i topolini nella stesura e la rilegatura di un libro da regalare a Cenerentola. Essa compare anche nel segmento di una delle tre storie rappresentate La Festa di Primavera, in cui accontenta il desiderio di Giac, che si sente inutile, trasformandolo in un umano. Quando il topolino si accorgerà del suo errore, essa lo riporterà alla sua forma originale.
Nel secondo seguito direct-to-video Cenerentola - Il gioco del destino (2007), la Fata Smemorina prepara una festa nel bosco in occasione del primo anniversario di matrimonio di Cenerentola e del Principe, ma la bacchetta magica le sfugge di mano e viene prontamente sottratta dalla sorellastra Anastasia, che spiava dai cespugli. La buona Fata insegue la ragazza per riprendersi la bacchetta tuttavia, nella confusione, Anastasia accidentalmente la pietrifica. Si appropria allora della bacchetta Lady Tremaine, che la usa per riportare indietro il tempo e far calzare la scarpetta di cristallo ad Anastasia, in modo da farle sposare il Principe. Al termine dell'intera vicenda, la Fata Smemorina è liberata dalla sua prigione di pietra. Cenerentola e il Principe riescono comunque a sposarsi, ed è proprio la Fata a fornire alla protagonista un nuovo abito da sposa.

#### Remake live-action
Nel remake in live action Disney del 2015 diretto da Kenneth Branagh, La Fata è interpretata da Helena Bonham Carter con una rappresentazione visivamente più giovane a fine film si scopre essere la narratrice della storia. È inizialmente allusa dalla madre di Cenerentola, quando essa rivela alla figlia di credere in molte cose. Si presenta a Cenerentola piangente per non essere riuscita ad andare al ballo, come una vecchia che chiede un po' di latte, e ricorda a Cenerentola di essersi dimenticata delle Fate Madrine. Rispetto alla versione animata, trasforma un'oca e una lucertola rispettivamente in valetto e cocchiere. La sua canzone, Bibbidi Bobbidi Bu (The Magic Song) è presente invece nei titoli di coda. 

#### Kingdom Hearts
Kingdom Hearts Birth by Sleep
La Fata compare in questo prequel, spiegando a Terra l'importanza di credere nei sogni e a Aqua che non può esserci luce senza oscurità e viceversa.
La Storia di Terra: Il ragazzo giunge nel giardino di Lady Tremaine e incontra Cenerentola su una panca che piange, perché il suo abito e distrutto dalle sorellastre. Terra cerca di convincerla a riprendersi, ma i suoi sentimenti negativi generano dei Nasciens che vengono distrutti dal custode del Keyblade. Appare la fata Smemorina che dona a Cenerentola un nuovo abito e una carrozza a Cenerentola per permetterle di giungere al ballo, e le dice che a mezza notte l'incantessimo si spezzerà. Poi la fata racconta a Terra che credere nei sogni potrebbe bastare al tal punto che si avveri. Terra decide di seguire Cenerentola per trovare informazioni sul Maestro Xehanort. Giunto al Castello del principe azzurro, Cenerentola viene attaccata dai Nesciens e Terra decide di scortarla fino alla sala da ballo. Giunti nella sala, il principe si avvicina subito alla ragazza e i due iniziano a ballare. Il ballo viene interrotto da un Nesciens, Master Symphony che attacca gli ospiti nella sala, e Terra riesce a batterlo. Cenerentola al rintocco delle campane che indicano la mezzanotte, scappa perdendo una scarpa che viene raccolta dal Granduca.
La Storia di Aqua: La ragazza giunge nel castello del principe azzurro e vede Cenerentola che scappa, incontra Terra che gli dice che comincia a credere nei sogni perché Cenerentola le ha dimostrato che i sogni possono realizzarsi, e le chiede di ringraziarla se la incontra e Aqua accetta. Si reca nella sala da ballo, e incontrando Lady Tremaine e le sue figlie, Anastasia e Genoveffa e si accorge che i loro cuori sono pieni di oscurità, si avvicina al principe e al Granduca e capisce che i due hanno intenzione di ritrovare la fanciulla che indossava la scarpetta di cristallo. Aqua raggiunge la casa di Lady Tramaine e incontra la fata Smemorina che le suggerisce di aiutare il topo Giac che ha preso la chiave dalla matrigna per liberare Cenerentola rinchiusa nella sua stanza e la ragazza accetta. Il Granduca sta per andarsene e Aqua le chiede di indossare la scarpetta, ma proprio in quel momento giunge Cenerentola e Aqua la ringrazia in nome di Terra. La matrigna infuriata fa cadere il gran duca rompendo la scarpetta, ma Cenerentola mostra l'altra scarpetta. Aqua sta per andare via, quando sente un urlo di Cenerentola. La fanciulla viene attaccata da un Nasciens "pullman maledetto" e Aqua le fa scudo con il suo corpo. Aqua ha la meglio e accompagna Cenerentola dal principe azzurro, e mentre li fissa insieme appare la fata Smemorina che le insegna che non si può avere luce senza l'oscurità.
Dopo aver terminato l'episodio finale, durante i titoli di coda si può vedere Cenerentola e il principe ballare nella sala da ballo, con il topolino Giac e la fata Smemorina che li fissano dal balcone interno.
Kingdom Hearts
Oltre a Cenerentola, nel laboratorio di mago Merlino, situato nella Città di Mezzo, c'e anche la Fata Smemorina che ha il compito di risvegliare le particolari pietre che Sora, Paperino e Pippo trovano durante il loro viaggio, così da poter dare al trio un supporto durante le battaglie grazie all'aiuto delle invocazioni.